# Syrakusy
Syrakusy (česky také Syrákúsy, italsky Siracusa) je italské město v oblasti Sicílie, hlavní město stejnojmenné provincie. V roce 2005 bylo díky své nekropoli zapsáno na seznam dědictví UNESCO. Část města leží na pobřeží a část na ostrůvku Ortigia, obě části jsou spojeny mosty. Ve městě žije přibližně 116 tisíc obyvatel.

## Prehistorie
Syrakusy byly pro svou příznivou zeměpisnou polohu a klima osídleny ve 14. století před naším letopočtem. První vrchol zaznamenala zdejší kultura v době bronzové a době železné. Původní obyvatelstvo se nazývalo Sikulové, či Sicelové, jeho etnický podíl lze sledovat dodnes antropologicky i v tradicích uměleckých řemesel.

## Starověk
Antické město bylo založeno v době řecké archaické kultury kolem roku 730 př. n. l. kolonisty z Korintu. Od té doby mezi obyvatelstvo začali pronikat etničtí Řekové. Díky artéským studním poskytovalo toto území dostatek vody, dodnes přítomný ve veřejných studánkách. Vládce vnitrozemské Gely tyran Gelón se roku 485 př. n. l. zmocnil Syrakus a vybudoval zde své námořní sídlo. Zdokonalil opevnění, na místě dnešního dómu zbudoval Athénin chrám a postavil velké loďstvo. O několik let později si společně s Thérónem z Akragásu zajistili nadvládu nad Sicílií, když u Hímery porazili Kartágince. Tyranie jako forma vlády byla pro antické Syrakusy typická.

### Rozkvět klasické řecké kultury

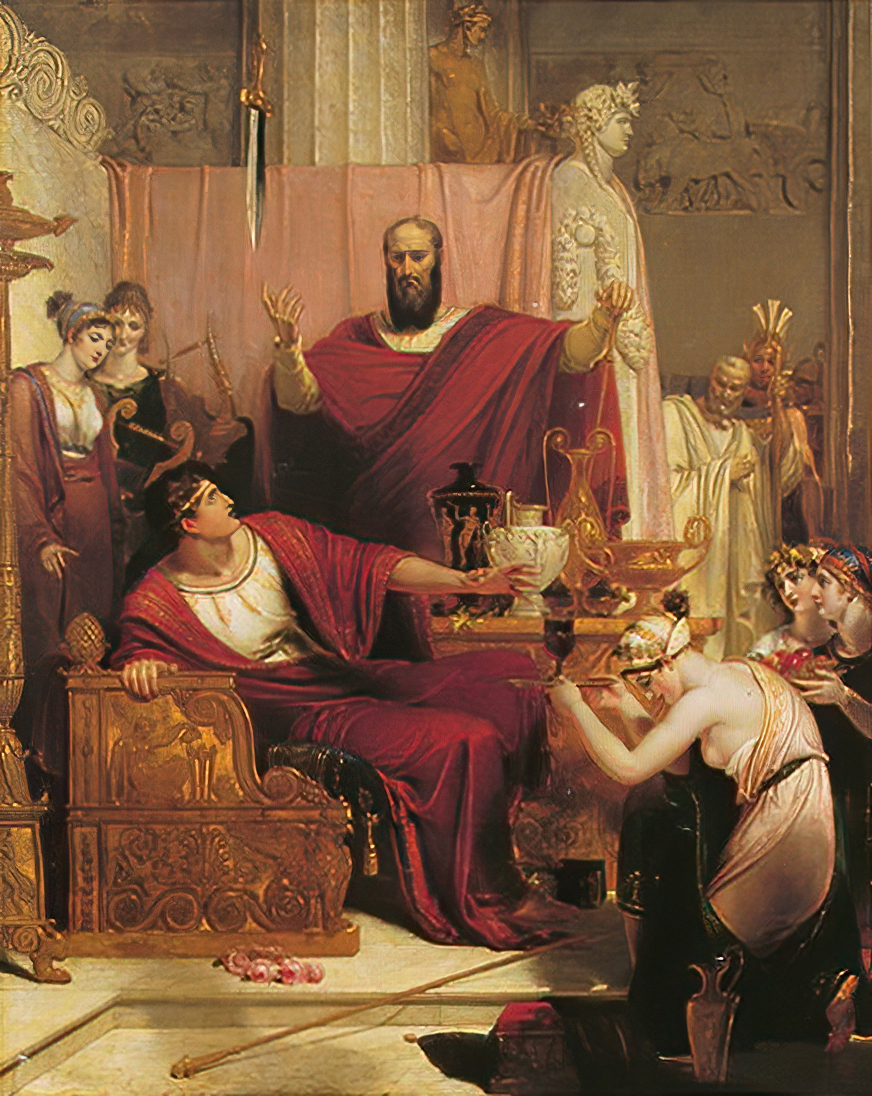
Richard Westall: Damoklův meč, 1812

Gelonův nástupce a bratr Hierón I. vládl rovněž jako tyran. Postaral se ale o rozkvět městského státu zejména jako učeného, kulturního a společenského centra. Po jeho smrti přijaly Syrakusy demokratickou ústavu. Tato demokracie však neměla dlouhého trvání, Hierón II. byl opět tyranem. Proslavil se vítězstvím v první punské válce, v níž Syrakusy čelily invazi Kartága. Námořní bitvy řídil vládce z návrší nad přístavem. Kolem roku 427 př. n. l. musely Syrakusy čelit invazi Athén a teprve po třech letech byl uzavřen mír. Ale ani ten nebyl na dlouho, protože roku 415 př. n. l. propukly spory Syrakus se Segestou. Tyto spory vyvolaly další invazi, a to invazi Kartáginců. Teprve roku 405 př. n. l. s nimi uzavřel mír syrakuský vojevůdce Dionýsios I., který se později stal vládcem a proměnil ostrov Ortigia v samostatnou pevnost. Jeho vojenský režim byl založen na žoldnéřské armádě. Jeho osobní krutost[zdroj?] ilustruje případ dvořana Damokla. Damoklés byl obyčejný, optimistický a důvěřivý dvořan, jemuž Dionýsos chtěl srazit sebevědomí, aby se bál o život. Proto dal nad Damokla zavěsit ostrý meč na tenkém provázku, aby začal přemýšlet o tom, zda se provázek přetrhne a břit dopadne. Další vládce Dionýsios II. podlehl moci Dióna, který se neúspěšně pokoušel o vnitrostátní reformy podle Platónových státnických idejí.

### Úpadek doby helénské
Během druhé punské války se Syrakusy přidaly na stranu Kartága. Poté, co Římané porazili Kartágo, byly Syrakusy obléhány v letech 214 až 212 př. n. l. Traduje se, že během této války Archimédés vymyslel proti nepřátelským lodím taktiku spočívající v odrazu slunečních paprsků od zrcadla (leštěných štítů vojáků), které koncentrací dokázaly zapalovat na dálku nepřátelské lodě. Tato legenda je nicméně nepravděpodobná a má se za to, že Archimedes používal parní dělo. Nicméně roku 211 př. n. l. bylo město vypleněno a připojeno k římské provincii Sicílie. Kulturní úroveň tím nebyla dotčena, pokračovalo umění i rozvoj tradičních řemesel, zejména keramika a sochařství z terakoty. Marcus Tullius Cicero označil Syrakusy za největší a nejkrásnější město Sicílie.

## Středověk
Antické hospodářství a kulturu dovršil milánský edikt císaře Konstantina Velikého, po jehož vydání bylo povoleno zakládat křesťanské katakomby a byl vystavěn chrám sv. Jana Evangelisty, který vysvětil první zdejší biskup Marziano. Raně křesťanské sídlo vydrancovali svým vpádem z roku 400 barbarští Vandalové a Gótové. Krátký ale důležitý byl rozkvět města za vlády dvou východořímských – byzantských císařů, a to Justiniána I. a Konstanta II., ten učinil Syrakusy hlavním městem své říše, a byl ve zdejších termálních lázních roku 668 zavražděn. Další zpustošení svou dlouhodobou invazí z roku 878 způsobili Arabové, kteří kromě chrámové architektury města vykáceli lesy v jeho okolí, takže zničili zdejší úrodný ekosystém. V dovozu uměleckého zboží a v dekorativním umění zanechali stopy ve výzdobě keramiky, řezbářství a intarziích ze slonoviny a červeného korálu, také zálibou v hedvábných tkaninách. Další vlna řecké kulturní emigrace obohatila Syrakusy po pádu Konstantinopole. Roku 1038 ovládl město byzantský generál Georgios Maniakos a zbudoval hrad Castello Maniace, dnes z větší části nepřístupný vojenský objekt na kose ostrova Ortigia. Kulturní tradice převzali také další dobyvatelé Normané, když se v polovině 11. století zmocnili celé Sicílie s centrem vlády v Palermu. Roku 1086 se zmocnili Syrakus a na severozápadní přístupové cestě k městu přebudovali antický hrad Castello Eurialo. Roku 1221 vládu převzal Fridrich II. a po něm další římští císaři z rodu Štaufů, kteří sjednotili jižní Itálii a Sicílii pod své Království obojí Sicílie. Následovala dynastie Anjou, během její vlády roku 1348 zasáhla také Syrakusy celoevropská epidemie moru.

## Novověk
V období bojů o vládu nad Středozemím se vystřídali panovnické dynastie Aragonských, Savoyských, nejdéle španělských Habsburků a v 19. století španělských Bourbonů. Přelomovým rokem pro vzhled města bylo dvojí ničivé zemětřesení, prvé roku 1542 a druhé s epicentrem v údolí Nota z roku 1693. Obě zastihla město pod katolickou nadvládou španělských Habsburků. Díky významné španělsko-italské barokní kultuře a mecenátu umění bylo město brzy obnoveno a získalo barokní tvář.

## Památky

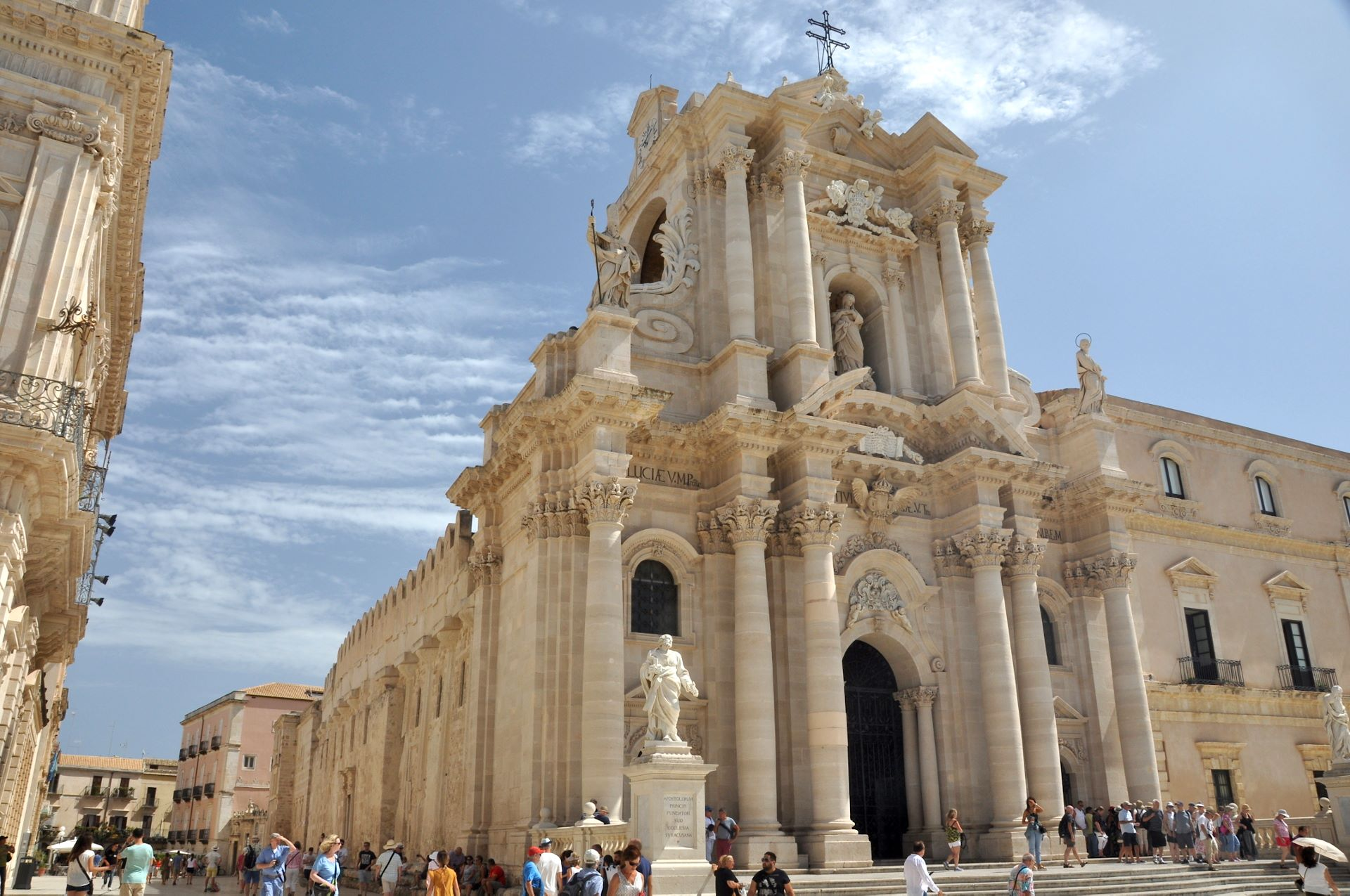
Dóm

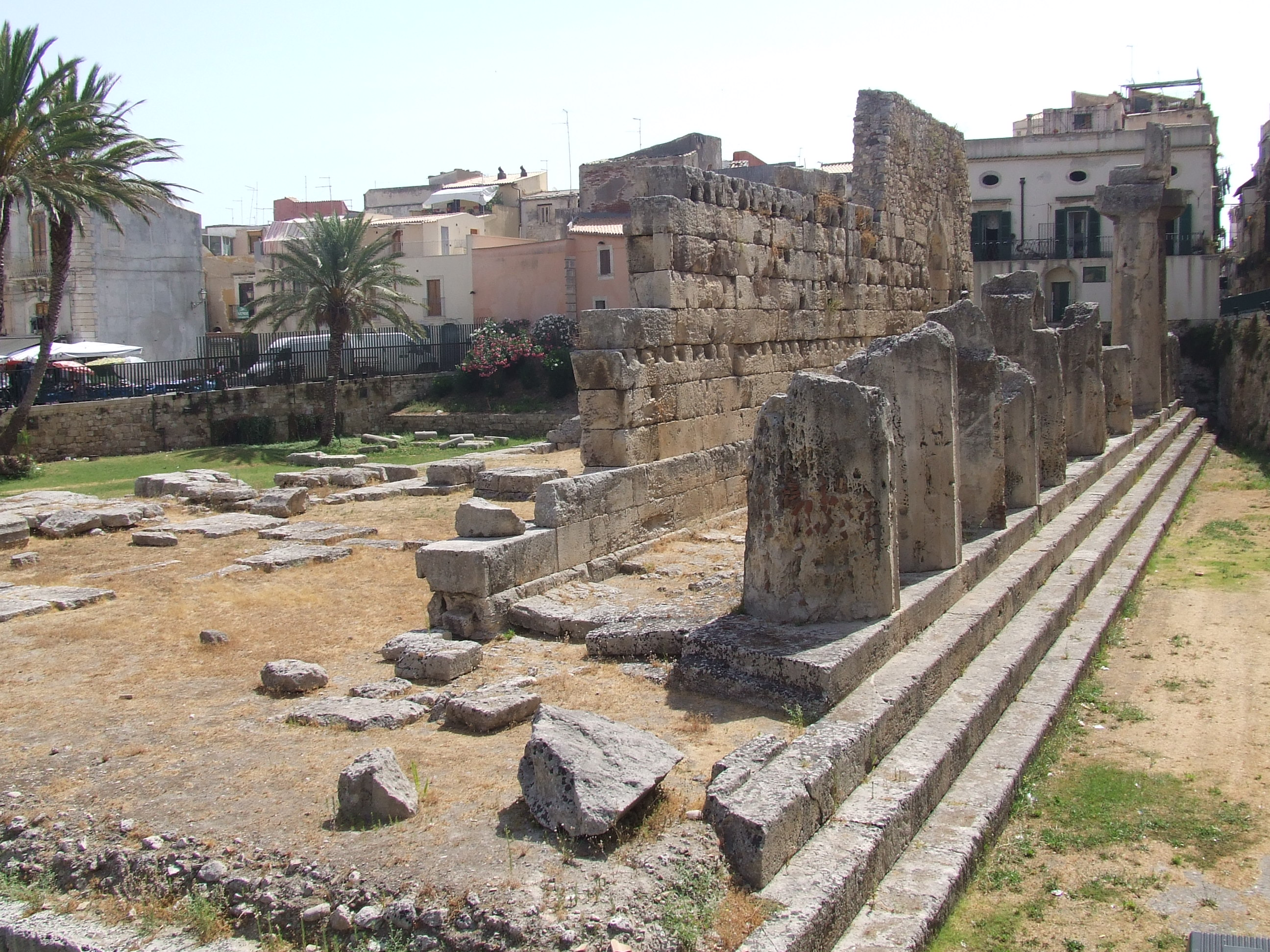
Apollónův chrám

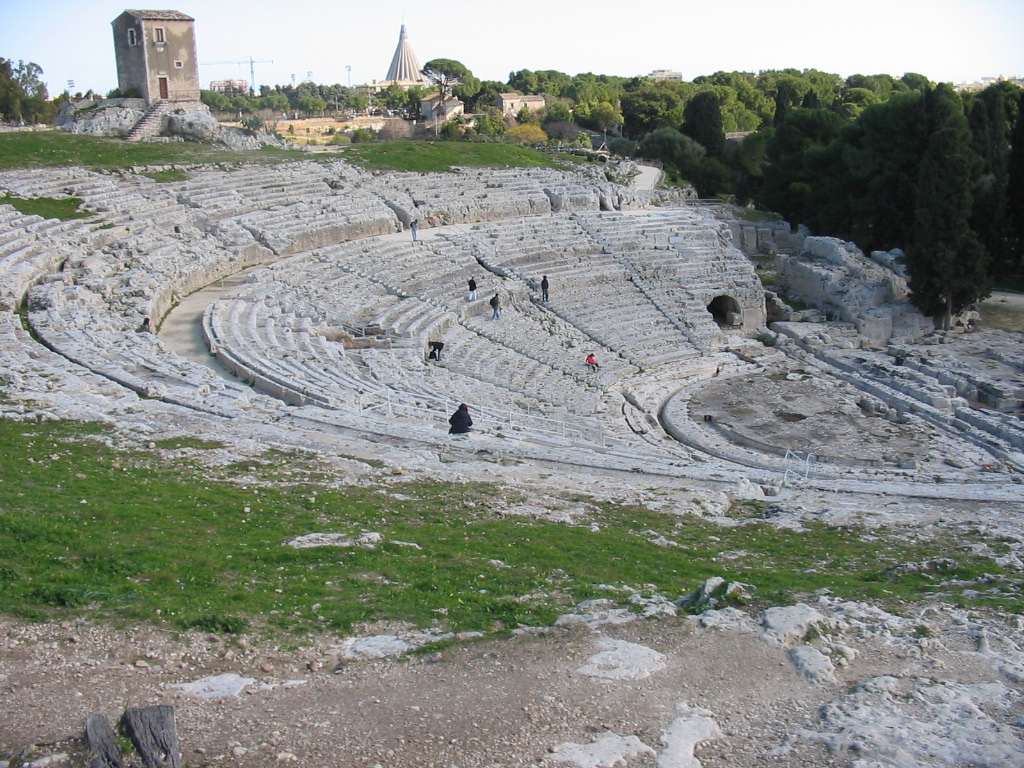
Řecké divadlo

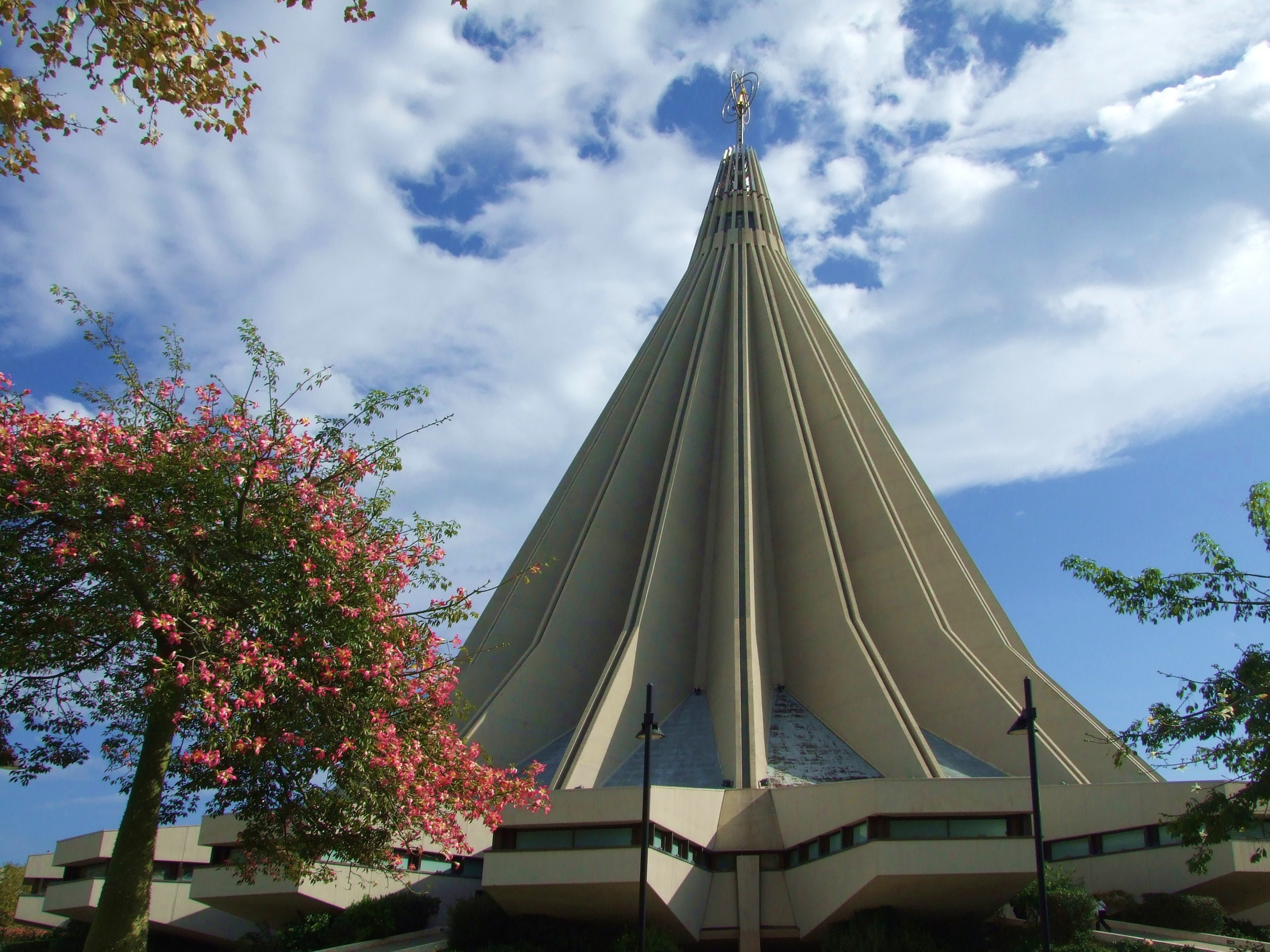
Santuario della Madre Vergine delle Lacrime

V Syrakusách se nachází mnoho prehistorických a historických památek od antiky až po baroko. Dva hlavní soubory jsou v archeologickém parku a na ostrově Ortigia.
- Apollónův chrám byl postaven v 6. století př. n. l. Dnes se z něj dochovaly ruiny s dobře rekonstruovaným půdorysem, dórskými sloupy, fragmenty říms, předsíní a stupni schodiště (obnovené roku 2013). Chrám je situován na tržišti za mostem.
- Castello Eurialo – hrad, archeologická lokalita s dvojím příkopem, fortifikací, pěti branami a dvěma cisternami na vodu, zčásti zahloubenými ve skále.
- Katedrála narození Panny Marie – původně řecký Athénin chrám, který byl postaven po vítězství nad Kartágem v roce 480 př. n. l. na horní plošině ostrova Ortigia. Stála před ním obrovská socha bohyně Athény s pozlaceným štítem, který sloužil přes den k orientaci mořeplavcům jako maják. Z této stavby jsou v konstrukci dómu dochované dórské sloupy. V 7. století n. l. byl chrám přestavěn na první křesťanskou baziliku, vypleněnou Araby. Románskou baziliku pobořila zemětřesení v letech 1542 a 1693. V letech 1728–1757 byl chrám znovu dostavěn, barokní západní průčelí projektoval a realizoval Andrea Palma z Palerma.
- Chrám Santa Lucia alla Badia stojí na náměstí u dómu a je zasvěcen svaté Lucii, patronce města. Tato římská mučednice náležela ke křesťanské komunitě Syrakus, skrývající své obřady ve zdejších katakombách, a byla popravena z příkazu římského císaře Diokleciána. Oltářní obraz této titulární světice namaloval roku 1609 Caravaggio.
- Chrám sv. Jana Evangelisty v katakombách (chiesa di San Giovanni alle catacombe) je nejcennější raně křesťanská stavba v Syrakusách, pochází ze 6.–7. století n. l.
- Dionýsovo ucho je jeskyně dlouhá 65 metrů, vysoká 23 metrů a až 11 metrů široká. Vchod do ní má tvar ucha, vyznačuje se výbornou akustikou. Za vlády Dionýsia I. zde bylo zřízeno vězení. Je součástí skalního masivu Latomie.
- Řecké divadlo – jeho amfiteátr má průměr asi 138 metrů a 67 řad (stupňů) vytesaných ve skále; patří k největším divadlům antického světa. Bylo postaveno v 5. století př. n. l. Kamenné tribuny jsou rozděleny na devět sektorů. Proscénium mělo velké orchestřiště v jeskyni. Divadlo mohlo pojmout 15 000 diváků. Z vrchních tribun je nejlepší výhled na celé Syrakusy.
- Fonte Aretusa – pramen sladké vody vyvěrající na mořském břehu uprostřed staré zástavby ostrova Ortigia, je upravený na kruhový bazének se studánkou; je antického řeckého původu. Pověst jej spojuje s Dianinou nymfou Aretusou, která svedla lovce Alfea.
- Monasterio dei fratri capucchini (Latomio del paradiso) – klášter kapucínů na předměstí Syrakus ve skalním masivu Latomie; pozoruhodná památková i přírodní rezervace, s jeskyněmi mnichů vytesanými do skal a zarostlými lesem. Oplocený areál je přístupný jen v omezenou dobu.
- Santuario della Madre Vergine delle Lacrime – je obrovský centrální chrám založený po zjevení plačícího obrazu Panny Marie a zázračném uzdravení zdejší smrtelně nemocné ženy z roku 1953. Tato obří betonová stavba byla vystavěna v letech 1966 až 1985, ale vysvěceno teprve roku 1994 papežem Janem Pavlem II. Jeho žebrovaná jehlancová věž je dominantou města.

## Muzea
- Museo archeologico regionale Paolo Orsi, je vedle palermského muzea nejvýznamnějším a největším muzeem Sicílie. Bylo otevřeno roku 1988 v parku předměstské Villy Landolina. Sbírky muzea čítají na 15 000 významných exponátů, navazují na archeologický park Neapolis, jenž je jeho součástí. Vystavují se zde sochy, mozaiky, výrobky uměleckých řemesel, nejstarší nálezy pocházejí z období kolem roku 5000 př. n. l., početné jsou keramické hrobové dary (figurky domácích bůžků jsou typické), mnohé příklady hrnčířského umění, mj. malované vázy, dále bronzy, výrobky sklářství, zlatnictví i kovotepectví.
- Museo Bellomo je galerie umístěná v architektonicky cenném gotickém paláci rodiny Bellomo na ostrově Ortigia. Z jeho sbírek obrazů lze jmenovat například renesanční portrét mladého muže od Antonella da Messina nebo obraz „Pohřeb svaté Lucie“ slavného Caravaggia.

## Významné osobnosti
V Syrakusách žili, tvořili nebo je navštívili:
- Archimédés – matematik, fyzik a astronom. Narodil se v Syrakusách roku 287 př. n. l. V době obležení města Římany zkonstruoval obranné válečné metací stroje a podle legendy sestrojil soustavu zrcadel a čoček, které zesílily žhavost slunečních paprsků a zapálily válečné římské lodě, pravděpodobnější verzí je použití parního děla. Při soustředění na práci zapomínal jíst, pít a bránit se. Zemřel mečem římského vojáka, kterým se nedal vyrušit v rýsování a odháněl jej slovy: „Neruš mé kruhy“. Archimédův hrob objevil po 140 letech římský řečník Cicero a vzdal velkému řeckému vědci poctu.[2]
- Platón navštívil Syrakusy několikrát. Jeho největším syrakuským stoupencem byl Dión. Během jednoho pobytu došlo mezi ním a vládcem Dionýsiem II. k roztržce.
- Aischylos psal hry pro zdejší divadlo, poprvé zde uvedl například svou tragédii Peršané
- Xenofón – filozof, učenec, voják a spisovatel, napsal spisek o tyrannovi Hieronovi I.
- Simónidés z Keu – řecký lyrický básník, tvořící na dvoře Hierona I.
- Theokritos – lyrický básník bukolických příběhů, narodil se a tvořil v Syrakusách
- Vergilius – římský básník, opěvoval Syrakusy ve III. knize Aeneidy
- Johann Gottfried Seume (1763–1810) – německý spisovatel a básník, napsal cestopis Procházka po Syrakusách v roce 1802

## Ekonomika
Syrakuská ekonomika je v současnosti hlavně založena na rafinérii ropy. Oblast přístaviště Panagia je místem, kam připlouvají cisternové lodě, které zásobují rafinérii ERG. Okolí průmyslové oblasti kolem antického Augusta je silně znečištěno, ale také zajišťuje velký počet pracovních míst v této oblasti. Průmysl udržuje nezbytnou stabilitu ekonomiky města.
V posledních desetiletích se město snaží o změnu orientace více na turismus v návaznosti na bohatou prehistorii, historii a archeologii. Většina veřejných i soukromých investic od 90. let 20. století směřovala k zachování a zpřístupnění bohatství historického odkazu. Byl podpořen vznik a rozvoj různých hotelových soustav (Bed & breakfast, tří- až pětihvězdičkové hotely na ostrově Ortigia). Tento sektor dosud nepřekonal první fázi růstu, úskalím je mj. nedostatek pláží.
Historicky významnou oblastí syrakuského hospodářství je zemědělství. Již v době římské byla Sicílie obilnicí Itálie, než ji Arabové zdecimovali. Dnes se především pěstují citrusové plody a výrobky z nich (tradiční citronový likér limoncello), olivy a zelenina, kterým však v posledních letech silně konkurují na tuzemském i mezinárodním trhu jiné regiony „skleníkového zemědělství“. Rybolov je dalším historicky přetrvávajícím zdrojem, zejména díky mořským plodům, je ale v poklesu. Drobný obchod strádá, stále více je poškozován velkými obchodními centry. Míra nezaměstnanosti je poměrně vysoká, pohybuje se kolem 16%.

## Vývoj počtu obyvatel
Počet obyvatel